# Burgstall Theuern

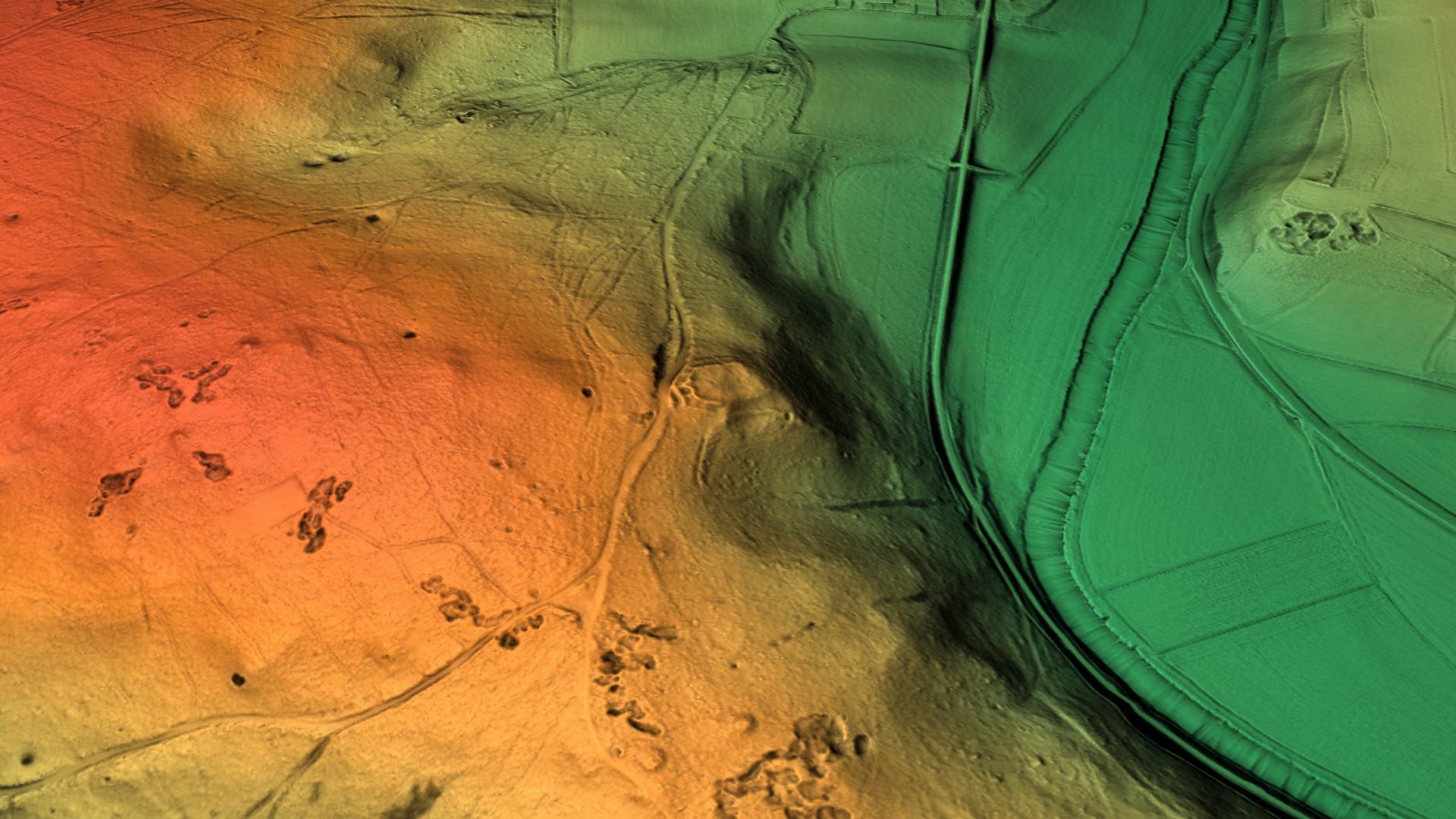
3D-Ansicht des digitalen Geländemodells

Der Burgstall Theuern bezeichnet eine abgegangene mittelalterliche Höhenburg südlich von Theuern, heute ein Ortsteil der Oberpfälzer Gemeinde Kümmersbruck im Landkreis Amberg-Sulzbach in der Oberpfalz von Bayern. Der Burgstall liegt 900 m südsüdwestlich von Theuern in der Flur Burgstall. Die Anlage wird als Bodendenkmal unter der Aktennummer D-3-6637-0054 im Bayernatlas als „mittelalterlicher Burgstall“ geführt. 

## Beschreibung
Auf einem kleinen Geländevorsprung der Albhochfläche in das Vilstal liegt der Burgstall. Er besitzt einen halbkreisförmigen und in Talrichtung offenen Wall. Vorgelegt sind zwei Gräben und ein kleiner Zwischenwall. Der Hauptwall ist teilweise bis zu 3,5 m breit und 0,6 m hoch. Der Höhenunterschied von der Grabensohle bis zur Wallkante beträgt 0,5 bis 1,3 m. Im Westen werden die Gräben von einer Erdbrücke überquert. Im Süden soll ein Wallzingel mit einem Anschluss an den Burgstall gelegen haben, der heute im Gelände nicht mehr sichtbar ist. Im Westen sind im Hang in tiefen Rinnen zwei Wege eingeschnitten.

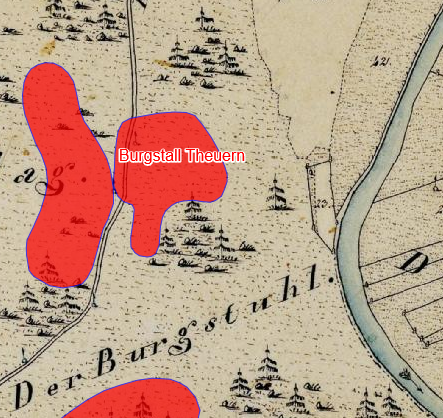
Lageplan von Burgstall Theuern auf dem Urkataster von Bayern

## Geschichte
Der Burgstall könnte mit dem edelfreien Geschlecht der Theuerner zusammenhängen, die bereits im 12. Jahrhundert genannt werden. Noch 1370 werden ein Friedrich und ein Hertneid der Tewner von Tewrn in einer Gerichtsurkunde der Landschranne von Amberg genannt. 1373 wird ein Hans Kemnather zu Theuern erwähnt, wobei die Theuerer noch nicht ausgestorben sind, sondern 1377 und 1401 erscheint „der erbar vest mann Hartneid der Tewner“ und nach ihm Ruger der Theuerner und Eberhard von Theuern als Kämpfer gegen die Hussiten. Seit 1482 ist von einem Schloss in Theuern die Rede; eventuell wurde davor die Burg als Wohnstätte aufgegeben.